# Tenis ziemny na Letniej Uniwersjadzie 2009
Tenis ziemny na Letniej Uniwersjadzie 2009 – turniej tenisowy, który był rozgrywany w dniach 3–11 lipca 2009 roku podczas letniej uniwersjady w Belgradzie. Zawodnicy zmagali się na obiektach SRC Milan Gale Muškatirović i SC Olimp. Tenisiści rywalizowali w siedmiu konkurencjach: singlu, deblu i drużynówce mężczyzn oraz kobiet oraz grze mieszanej.

## Obiekty
| Obiekt                      | Miasto  | Odległość od wioski uniwersyteckiej | Odległość od wioski uniwersyteckiej | Funkcja           |
| Obiekt                      | Miasto  | Kilometry                           | Czas                                | Funkcja           |
| SRC Milan Gale Muškatirović | Belgrad | 6,2 km                              | 15 min                              | Zawody i treningi |
| SC Olimp                    | Belgrad | 10,0 km                             | 20 min                              | Zawody            |
| TK Gazela                   | Belgrad | 1,6 km                              | 5 min                               | Treningi          |

## Konkurencje
| - gra pojedyncza - gra podwójna - klasyfikacja zespołowa | - gra pojedyncza - gra podwójna - klasyfikacja zespołowa | - gra podwójna |

## Terminarz finałów
| - gra podwójna mężczyzn - gra podwójna kobiet | - gra pojedyncza mężczyzn - gra pojedyncza kobiet - gra mieszana - gra drużynowa kobiet - gra drużynowa mężczyzn |

## Klasyfikacja medalowa
| Klasyfikacja medalowa |                  |   |   |   |       |
| Miej.                 | Państwo          |   |   |   | Razem |
| 1                     | Rosja            | 3 | 0 | 1 | 2     |
| 2                     | Serbia           | 2 | 0 | 1 | 3     |
| 2                     | Chińskie Tajpej  | 2 | 0 | 1 | 2     |
| 4                     | Polska           | 0 | 3 | 0 | 1     |
| 5                     | Ukraina          | 0 | 2 | 1 | 3     |
| 6                     | Wielka Brytania  | 0 | 1 | 1 | 2     |
| 7                     | Korea Południowa | 0 | 1 | 0 | 1     |
| 8                     | Słowacja         | 0 | 0 | 3 | 2     |
| 9                     | Czechy           | 0 | 0 | 1 | 1     |
| 9                     | Hiszpania        | 0 | 0 | 1 | 1     |
| 9                     | Japonia          | 0 | 0 | 1 | 1     |
| 9                     | Meksyk           | 0 | 0 | 1 | 1     |

## Medale
| Konkurencja    | Złoto                                                         | Srebro                                   | Brąz                                                                                   |
| Mężczyźni      |                                                               |                                          |                                                                                        |
| Gra pojedyncza | Aleksander Slović                                             | Iwan Serhiejew                           | Artem Smirnow Jewgienij Donskoj                                                        |
| Gra podwójna   | Chińskie Tajpej Yi Chu-huan Lee Hsin-han                      | Wielka Brytania Max Jones Dominic Inglot | Hiszpania David Estruch Ignasi Villacampa Serbia Aleksandar Grubin Boris Čonkić        |
| Gra drużynowa  | Serbia                                                        | Ukraina                                  | Chińskie Tajpej                                                                        |
| Kobiety        |                                                               |                                          |                                                                                        |
| Gra pojedyncza | Ksienija Łykina                                               | Klaudia Jans                             | Nikola Fraňková Katarína Kachlíková                                                    |
| Gra podwójna   | Rosja Witalija Djaczenko Jekatierina Makarowa                 | Polska Klaudia Jans Alicja Rosolska      | Japonia Shūko Aoyama Miki Miyamura Słowacja Martina Babáková Katarína Kachlíková       |
| Gra drużynowa  | Rosja Witalija Djaczenko Jekatierina Makarowa Ksienija Łykina | Polska Alicja Rosolska Klaudia Jans      | Słowacja Katarína Kachlíková Martina Babáková                                          |
| Mikst          |                                                               |                                          |                                                                                        |
| Gra mieszana   | Chińskie Tajpej Chuang Chia-jung Yi Chu-huan                  | Korea Południowa Kim Hyun Kim So-yung    | Wielka Brytania Dominic Inglot Samantha Murray Meksyk Luis Diaz Barraga Melissa Torres |